# Parafia Świętej Rodziny w Gdyni
Parafia pw. Świętej Rodziny w Gdyni – parafia rzymskokatolicka usytuowana w dzielnicy Grabówek w Gdyni. Należy do dekanatu Gdynia-Chylonia, który należy z kolei do archidiecezji gdańskiej.
Obecnym proboszczem parafii jest ks. Mariusz Dziarmaga.

## Historia
- 1 stycznia 1931 - ustanowienie parafii